# Renato Appi
Renato Appi (Cordenons, 15 aprile 1923 – Pordenone, 30 ottobre 1991) è stato un poeta e drammaturgo italiano.

## Biografia
Renato Appi nasce a Cordenons nel 1923.
Prima della carriera nelle istituzioni friulane di promozione regionale è stato combattente in Francia durante la seconda guerra mondiale e sempre in Francia fu fatto prigioniero e rinchiuso in un campo di concentramento, da dove evase tre volte, l’ultima con successo. Tra il 1943 e il 1944 è prigioniero di guerra in Germania, presso le prigioni di Treviri, e ques'esperienza influenzò decisamente i suoi scritti successivi.
Ritornato in patria, per diversi anni lavora come impiegato presso la "Cartiera Galvani" di Cordenons, in provincia di Pordenone. Dal 1974 al 1977 è stato vicepresidente della Società filologica friulana e dal 1977 diviene vicepresidente dell'Ente Friuli nel mondo, ente privato che promuove in piena autonomia i collegamenti con i Friulani residenti in Italia e nel mondo.
(Renato Appi, Dizionario biografico dei friulani.)

## Il Premio internazionale di Poesia “Renato Appi"
Il premio internazionale di poesia "Renato Appi" è un premio aperto a tutti che premia gli autori friulani e chiunque sia artefice di scritti in lingua friulana che puntino alla valorizzazione dei valori friulani e alla promozione della regione Friuli Venezia Giulia.
Il premo ha cadenza biennale a ad ogni edizione sono presenti le maggiori istituzioni dei vari settori (dagli Enti teatrali a quelli del cinema, dalla Filologica Friulana alle Università, come l'università di Udine, Trieste, Padova, dai circoli letterari a quelli dell’editoria, dal giornalismo alla pubblicità...).

## Opere

### Testi teatrali
- De ca e de là. Teatro in friulano (Centro iniziative culturali, Pordenone 1986).
- Chel fantassút descòls. (Centro iniziative culturali, Pordenone 1994).
- Ritorno alla vita (Centro iniziative culturali, Pordenone 1995).
- Le novelle dei Friulani - Lis gnovis dai friulans (Manzan Editore, San Vito al Tagliamento 2000).

### Poesie
- Racconti popolari friulani. Zona di Mezzomonte (Società filologica friulana, Polcenigo 2002).
- Di là dal Mont (Editori Riuniti, Roma 1993).
- A redròus (Editrice Universitaria Udinese, Udine 2015).
- Alma de mi vida (Editrice Universitaria Udinese, Udine 2015)

### Prose
- A stâ cui grans a se impara a deventâ pì grans. Aspetti di vita e folclore in Friuli (Società filologica friulana, Udine 2021)